# آیت المان
آیت المان (به فرانسوی: Ait El Mane) یک منطقهٔ مسکونی در مراکش است که در فاس بولمان واقع شده‌است.

## خصوصیات
آیت المان ۲٬۲۴۳ نفر جمعیت دارد.